# Liste des pièces commémoratives de 2 euros de 2023
Carte
- deux pièces commémoratives de 2 € émises
- une pièce commémorative de 2 € émise
- pas de pièce commémorative de 2 € émise
- ne fait pas partie de la zone euro

Chronologie
2022 2024
Une pièce commémorative de 2 euros est une pièce de 2 euros frappée par un État membre de la zone euro ou par un des micro-États autorisés à frapper des pièces de monnaie libellées en euro, destinée à commémorer un événement historique ou célébrer un événement actuel important. 
Cet article répertorie les 36 pièces commémoratives émises pour l'année 2023.

## Pièces émises
Pour un article plus général, voir Pièce commémorative de 2 euros.
| Allemagne                           | Présidence de Hambourg au Bundesrat |                   |
|                                     | Cette pièce est la première de la deuxième série de 16 pièces de 2 € commémoratives sur les Länder allemands Elle représente la Philharmonie de l'Elbe à Hambourg vue depuis l'Elbe. En haut à gauche, le millésime 2023 au-dessous de l'initiale du pays émetteur D (pour Deutschland). En bas, la légende HAMBURG (Hambourg). L'anneau externe de la pièce comporte les douze étoiles du drapeau européen. |                   |
| Graveur : Michael Otto de Rodenbach | \| Gravure sur la tranche : \| Date : \| Tirage : \| \| \| 24 janvier 2023 \| 30 500 000 pièces \| |                   |
| Gravure sur la tranche :            | Date : | Tirage :          |
|                                     | 24 janvier 2023 | 30 500 000 pièces |

| Allemagne                | 1275e anniversaire de Charlemagne, |                   |
|                          | Le dessin représente le monogramme de l’empereur Charlemagne et le plan octogonal de la Cathédrale d'Aix-la-Chapelle, capitale de l’empire de Charlemagne. La partie intérieure de la pièce montre le lettrage « KARL DER GROßE » dans la zone supérieure et l’année d’émission « 2023 » dans la zone inférieure, les années « 748 – 814 » |                   |
| Graveur : Tobias Winnen  | \| Gravure sur la tranche : \| Date : \| Tirage : \| \| \| 30 mars 2023 \| 20 000 000 pièces \| |                   |
| Gravure sur la tranche : | Date : | Tirage :          |
|                          | 30 mars 2023 | 20 000 000 pièces |

| Andorre                  | Fêtes du feu du solstice d'été |               |
|                          | Le dessin reproduit une figure humaine, appelée «fallaire», vêtue d’une cape traditionnelle et dessinant un cercle de feu avec la «falla». Celle-ci est l’élément principal de la fête et est constituée d’écorces d’arbres qu’on fait tournoyer énergiquement une fois enflammées, créant ainsi de grands cercles de feu. La composition graphique de lignes à l’arrière-plan du dessin représente le solstice d’été et est accompagnée du nom du pays émetteur, «ANDORRA», et de la mention de l’année, «2023». |               |
| Graveur :                | \| Gravure sur la tranche : \| Date : \| Tirage : \| \| \| 2023 \| 70 000 pièces \| |               |
| Gravure sur la tranche : | Date : | Tirage :      |
|                          | 2023 | 70 000 pièces |

| Andorre                  | 30e anniversaire de l'entrée d'Andorre à l'ONU |               |
|                          | Les Nations unies sont représentées par deux éléments symboliques: deux branches de laurier en couronne et un globe intégré dans la représentation du nombre 30, avec l’inscription ANYS (années) et sous cette inscription, l’année 2023. Dans la partie supérieure du dessin figurent les armoiries d’Andorre et l’inscription «ANDORRA MEMBRE DE LES NACIONS UNIDES» (Andorre, membre des Nations unies). |               |
| Graveur :                | \| Gravure sur la tranche : \| Date : \| Tirage : \| \| \| 2023 \| 70 000 pièces \| |               |
| Gravure sur la tranche : | Date : | Tirage :      |
|                          | 2023 | 70 000 pièces |

| Belgique               | L'année de Art nouveau en Belgique |
|                        | Sur le dessin figure un détail des motifs décoratifs ornant la façade de l'Hôtel van Eetvelde, une célèbre maison de maître bruxelloise conçue par l'architecte belge de style Art nouveau Victor Horta. Les lignes courbes et asymétriques de ces motifs décoratifs reflètent le style caractéristique du mouvement Art nouveau, inspiré de la nature. Ces motifs recouvrent la moitié inférieure de la pièce, laissant libre dans la partie supérieure un espace rempli par l’inscription «ART NOUVEAU». |
| Graveur : Iris Bruijns | \| Date : \| Tirage : \| \| Juin 2023 \| 155 000 pièces \| |
| Date :                 | Tirage : |
| Juin 2023              | 155 000 pièces |

| Belgique               | 75e anniversaire du droit de vote des femmes en Belgique |
|                        | Au centre, le dessin montre une case d’un bulletin de vote, qu’un crayon est en train de griser. À la case grisée se superpose le symbole de Vénus. La mention «75 JAAR ANS» figure dans la partie inférieure gauche, à côté de l’image centrale. Des inscriptions en néerlandais et en français entourent également l’image centrale: «ALGEMEEN VROUWENKIESRECHT» – «SUFFRAGE UNIVERSEL FÉMININ». Les pièces devant être frappées par la Monnaie royale des Pays-Bas, la marque d’atelier de l’Hôtel des monnaies d’Utrecht (un caducée de Mercure) apparaît sur le côté droit de la pièce; elle est accompagnée de la marque du maître belge (une fleur d’aster devant une fiole Erlenmeyer) ainsi que du code pays «BE» et du millésime «2023». |
| Graveur : Iris Bruijns | \| Date : \| Tirage : \| \| octobre 2023 \| 130 000 pièces \| |
| Date :                 | Tirage : |
| octobre 2023           | 130 000 pièces |

| Chypre                   | 60e anniversaire de la création de la Banque centrale de Chypre, |
|                          | Le dessin représente des outils posés sur une puce électronique, pour symboliser la stabilité de l'économie à l'ère industrielle et numérique moderne, assurée par la Banque centrale de Chypre, dont on célèbre les 60 ans d'existence. Dans la partie inférieure figurent le nom du pays d'émission «ΚYΠΡΟΣ KIBRIS» et les dates «1963-2023». Le bord intérieur de la face nationale de la pièce porte l'inscription «60 ΧΡOΝΙΑ ΑΠO ΤΗΝ IΔΡΥΣΗ ΤΗΣ ΚΕΝΤΡΙKHΣ ΤΡAΠΕΖΑΣ ΤΗΣ ΚYΠΡΟΥ» (60 ans depuis la création de la Banque centrale de Chypre). |
| Graveur :                | \| Gravure sur la tranche : \| Tirage : \| \| \| 412 000 pièces \| |
| Gravure sur la tranche : | Tirage : |
|                          | 412 000 pièces |

| Croatie                  | Introduction de l'euro comme monnaie officielle de la Croatie |                |
|                          | Le dessin comprend le nom du pays d’émission «HRVATSKA» (Croatie) ainsi que l’année d’émission «2023», inscrits horizontalement, ainsi que les termes «ČLANICA EUROPODRUČJA» (membre de la zone euro), qui figurent le long du bord extérieur du centre de la pièce. De manière allégorique, ces inscriptions forment un symbole stylisé de l’euro «€». L’autre motif central de la pièce est le symbole distinctif et reconnaissable de la Croatie, l’échiquier croate, qui représente une partie des armoiries de la République de Croatie. |                |
| Graveur :                | \| Gravure sur la tranche : \| Date : \| Tirage : \| \| \| Septembre 2023 \| 255 000 pièces \| |                |
| Gravure sur la tranche : | Date : | Tirage :       |
|                          | Septembre 2023 | 255 000 pièces |

| Espagne                  | Vieille ville de Cáceres |                  |
|                          | Cette pièce est la quatorzième d'une série de pièces commémoratives sur les sites espagnols inscrits au patrimoine mondial de l'UNESCO. Sur la pièce figurent la Plaza Major et sa Tour de Bujaco. Sur le côté supérieur droit et en lettres majuscules figurent le nom du pays émetteur «ESPAÑA» et l’année de frappe «2023». Sur le côté droit, en haut, figure la marque d’atelier. |                  |
| Graveur :                | \| Gravure sur la tranche : \| Date : \| Tirage : \| \| \| 28 mars 2023 \| 1 500 000 pièces \| |                  |
| Gravure sur la tranche : | Date : | Tirage :         |
|                          | 28 mars 2023 | 1 500 000 pièces |

| Espagne                  | Présidence espagnole du Conseil de l'Union européenne en 2023 |                  |
|                          | Le dessin comporte deux motifs. Le premier est le logo de la présidence espagnole du Conseil de l’UE, entouré des inscriptions «ESPAÑA 2023 – PRESIDENCIA ESPAÑOLA» et «CONSEJO DE LA UNIÓN EUROPEA» (Espagne 2023 – Présidence espagnole et Conseil de l’Union européenne) |                  |
| Graveur :                | \| Gravure sur la tranche : \| Date : \| Tirage : \| \| \| 1er juin 2023 \| 1 500 000 pièces \| |                  |
| Gravure sur la tranche : | Date : | Tirage :         |
|                          | 1er juin 2023 | 1 500 000 pièces |

| Estonie       | Hirondelle rustique |
|               | Le dessin représente une hirondelle, l'oiseau national, en vol devant deux oiseaux posés sur une ligne électrique. En haut de la pièce est inscrit "HIRUNDO RUSTICA" (hirondelle rustique en latin) inscrits en haut à droite, de manière à former un demi-cercle. |
| Graveur :     | \| Date : \| Tirage : \| \| 12 avril 2023 \| 1 000 000 pièces \| |
| Date :        | Tirage : |
| 12 avril 2023 | 1 000 000 pièces |

| Finlande                 | La première loi finlandaise sur la conservation de la nature |                |
|                          | Le thème de la pièce est un scarabée stylisé. Au-dessus, en demi-cercle, figure la mention «CONSERVATION DE LA NATURE» en finnois et, au-dessous, en demi-cercle, la mention «CONSERVATION DE LA NATURE» en suédois et l’année d’émission «2023». La partie droite de la partie intérieure de la pièce porte la mention «FI». La partie gauche de la partie intérieure de la pièce porte la marque d’atelier de la Monnaie de Finlande. |                |
| Graveur :                | \| Gravure sur la tranche : \| Date : \| Tirage : \| \| \| 21 mars 2023 \| 400 000 pièces \| |                |
| Gravure sur la tranche : | Date : | Tirage :       |
|                          | 21 mars 2023 | 400 000 pièces |

| Finlande                 | Services sociaux et de santé |                |
|                          | Le dessin représente une carte stylisée de la Finlande. Le côté gauche porte l’inscription «BIEN-ÊTRE» en finnois et en suédois. |                |
| Graveur :                | \| Gravure sur la tranche : \| Date : \| Tirage : \| \| \| mars 2023 \| 400 000 pièces \|                                        |                |
| Gravure sur la tranche : | Date : | Tirage :       |
|                          | mars 2023 | 400 000 pièces |

| France                   | Jeux olympiques d'été de 2024 à Paris (La Semeuse) , |                |
|                          | Cette pièce est la troisième d'une série de quatre pièces consacrées aux Jeux Olympiques de 2024 à Paris. Elle associe comme symboles la Semeuse et le pugilat comme sport antique, avec en fond le Pont Neuf comme monument emblématique de Paris. Sa silhouette se trouve au premier plan devant le Pont-Neuf et ses alentours, vue typique de l’île de la Cité, un élément clé du paysage parisien. À l’arrière-plan figure une piste d’athlétisme, dans laquelle est inséré le logo de Paris 2024 sur le côté droit. Le millésime, l’inscription «RF» et les marques d’atelier sont insérés sous l’arche, sur le parapet du pont et dans la Seine. |                |
| Graveur :                | \| Gravure sur la tranche : \| Date : \| Tirage : \| \| \| 10 janvier 2023 \| 260 000 pièces \| |                |
| Gravure sur la tranche : | Date : | Tirage :       |
|                          | 10 janvier 2023 | 260 000 pièces |

| France                   | Coupe du monde de rugby France 2023 |                   |
|                          | Le dessin représente un joueur de rugby stylisé effectuant une passe. En arrière-plan, le terrain de rugby est un globe sur lequel sont positionnés les poteaux. L’ensemble fait partie d’une galaxie imaginaire du rugby, où les autres planètes sont ovales. L’emblème de la compétition apparaît à côté du joueur, tandis que le nom de la compétition entoure le dessin. L’indication du pays d’émission «RF», la marque d’atelier et la marque du maître figurent sous le dessin, du côté droit. Le nom de la compétition, le pays d’émission «FRANCE» et l’année «2023» sont inscrits du côté gauche. Le nom de la compétition entourant le dessin, de même que l’inscription «RF» apparaissent dans la police officielle de l’évènement, à savoir Mobius. |                   |
| Graveur :                | \| Gravure sur la tranche : \| Date : \| Tirage : \| \| \| juin 2023 \| 15 000 000 pièces \| |                   |
| Gravure sur la tranche : | Date : | Tirage :          |
|                          | juin 2023 | 15 000 000 pièces |

| Grèce                    | Centenaire de la naissance de Maria Callas |                |
|                          | le dessin comprend un portrait de la légendaire soprano grecque, Maria Callas. L’inscription «100 ANS DEPUIS LA NAISSANCE DE MARIA CALLAS» figure le long du bord intérieur, et l’année de frappe «2023» ainsi qu’une palmette (marque d’atelier de la Monnaie grecque) figurent du côté droit; sous le portrait apparaît l’inscription «RÉPUBLIQUE HELLÉNIQUE». |                |
| Graveur :                | \| Gravure sur la tranche : \| Date : \| Tirage : \| \| \| 27 juin 2023 \| 750 000 pièces \| |                |
| Gravure sur la tranche : | Date : | Tirage :       |
|                          | 27 juin 2023 | 750 000 pièces |

| Grèce                    | 150e anniversaire de la naissance de Constantin Carathéodory |                |
|                          | Le dessin comprend un portrait du mathématicien grec Constantin Carathéodory. L’inscription «CONSTANTIN CARATHÉODORY 1873-1950» figure le long du bord intérieur, à gauche, et l’année de frappe «2023» ainsi qu’une palmette (marque d’atelier de la Monnaie grecque) figurent du côté droit; sous le portrait apparaît l’inscription «RÉPUBLIQUE HELLÉNIQUE». |                |
| Graveur :                | \| Gravure sur la tranche : \| Date : \| Tirage : \| \| \| juillet 2023 \| 750 000 pièces \| |                |
| Gravure sur la tranche : | Date : | Tirage :       |
|                          | juillet 2023 | 750 000 pièces |

| Irlande                  | 50e anniversaire de l'Adhésion de l'Irlande à l'Union Européenne |                |
|                          | Logo du programme «EU50» utilisé par les services gouvernementaux afin de promouvoir des évènements marquant le 50e anniversaire de l’adhésion de l’Irlande à l’UE. Le nom du pays d’émission «ÉIRE» est rajouté au-dessus du logo. L’année «1973» est inscrite pour rappeler l’année d’adhésion de l’Irlande à l’UE, ainsi que l’année «2023» pour indiquer l’année d’émission de la pièce. |                |
| Graveur :                | \| Gravure sur la tranche : \| Date : \| Tirage : \| \| \| 22 juin 2023 \| 500 000 pièces \| |                |
| Gravure sur la tranche : | Date : | Tirage :       |
|                          | 22 juin 2023 | 500 000 pièces |

| Italie                    | Centenaire de l'armée de l'air italienne |                  |
|                           | Le dessin reproduit le logo du centenaire de l’armée de l’air. Du côté gauche du dessin figure la lettre «R», qui désigne la Monnaie de Rome; dans la partie supérieure figure l’acronyme «RI», qui désigne la République italienne; dans la partie inférieure figure l’inscription en forme d’arc de cercle «AERONAUTICA MILITARE» |                  |
| Graveur : Valerio de Seta | \| Gravure sur la tranche : \| Date : \| Tirage : \| \| \| 15 mars 2023 \| 3 000 000 pièces \| |                  |
| Gravure sur la tranche :  | Date : | Tirage :         |
|                           | 15 mars 2023 | 3 000 000 pièces |

| Italie                    | 150e anniversaire de la mort de Alessandro Manzoni |                  |
|                           | Le dessin représente un portrait en buste d’Alessandro Manzoni, inspiré par l'image de l’écrivain italien qui figure sur le billet de 100 000 lires émis en 1967. À gauche se trouvent l'acronyme «RI», pour la République italienne, les dates «1873-2023», soit respectivement l’année de la mort de l’écrivain et le millésime de la pièce, et l’inscription en arc de cercle «ALESSANDRO MANZONI». |                  |
| Graveur : Antonio Vecchio | \| Gravure sur la tranche : \| Date : \| Tirage : \| \| \| 15 mai 2023 \| 3 000 000 pièces \| |                  |
| Gravure sur la tranche :  | Date : | Tirage :         |
|                           | 15 mai 2023 | 3 000 000 pièces |

| Lettonie                 | Tournesol ukrainien - Gloire à l'Ukraine, |                |
|                          | Le motif central est une image stylisée d’une fleur de tournesol : l'Ukraine est un des plus grands producteurs mondiaux d'huile de tournesol et les tournesols sont utilisés pour exprimer leur soutien au peuple ukrainien. La légende « SLAVA UKRAINA ¡¡ » (Gloire à l’Ukraine) figure dans la partie supérieure, tandis que le nom du pays émetteur « LATVIJA » (LETTONIE) dans la partie inférieure. |                |
| Graveur : Krišs Salmanis | \| Gravure sur la tranche : \| Date : \| Tirage : \| \| \| 30 mai 2023 \| 415 000 pièces \| |                |
| Gravure sur la tranche : | Date : | Tirage :       |
|                          | 30 mai 2023 | 415 000 pièces |

| Lituanie                 | Ensemble avec l'Ukraine |                |
|                          | Le dessin se compose, au centre, d’un tournesol stylisé dont les pétales ressemblent à des silhouettes de personnes se tenant la main, s’étreignant et se protégeant mutuellement, incarnant l’unité, le soutien et le pouvoir d’être ensemble.Le tournesol est conçu de manière à représenter le soleil levant - l’espoir d’un nouveau départ, des oiseaux - la liberté, l’espoir et le courage, et des personnes s’élevant au-dessus des circonstances et n’acceptant jamais une volonté qui s’impose à eux; il s’agit d’une allusion à celles et ceux qui ont sacrifié leur vie et à leurs âmes quittant ce monde. La composition est entourée des inscriptions «LIETUVA» (LITUANIE) et «KARTU SU UKRAINA» (ENSEMBLE AVEC L’UKRAINE), de l’année d’émission «2023» et de la marque d’atelier de la Monnaie lituanienne. |                |
| Graveur : Eglė Žemaitė   | \| Gravure sur la tranche : \| Date : \| Tirage : \| \| \| 16 mars 2023 \| 500 000 pièces \| |                |
| Gravure sur la tranche : | Date : | Tirage :       |
|                          | 16 mars 2023 | 500 000 pièces |

| Luxembourg               | 175e anniversaire de la Chambre des députés et de la première Constitution |                  |
|                          | La pièce existe en deux versions, l'une avec les portraits en gravure classique, l'autre avec les portraits en version hologramme. Le dessin représente à gauche l’effigie du grand-duc Henri et, à droite, le bâtiment de la Chambre des députés. L’année «1848» et le texte «Chambre des députés» apparaissent au-dessus et à droite du bâtiment. En bas au centre figurent le nom du pays émetteur, «LUXEMBOURG», ainsi que le millésime, «2023». |                  |
| Graveur :                | \| Gravure sur la tranche : \| Date : \| Tirage : \| \| \| 24 avril 2023 \| 1 200 000 pièces \| |                  |
| Gravure sur la tranche : | Date : | Tirage :         |
|                          | 24 avril 2023 | 1 200 000 pièces |

| Luxembourg               | 25e anniversaire de l'admission du Grand-duc Henri comme membre du CIO |                  |
|                          | La pièce existe en deux versions, l'une avec les portraits en gravure classique, l'autre avec les portraits en version hologramme. Le dessin représente l’effigie du Grand-Duc Henri regardant vers la droite et vers le chiffre «25». Plusieurs pictogrammes de disciplines olympiques sont représentés à proximité de l’effigie. En dessous de l’effigie, trois anneaux entrelacés enrichissent le dessin. En bas à droite, le texte «MEMBER VUM INTERNATIONALEN OLYMPESCHE KOMMITEE» est représenté. Le nom du pays «LËTZEBUERG» ainsi que le texte «GROUSSHERZOG HENRI» sont représentés sur la gauche. |                  |
| Graveur :                | \| Gravure sur la tranche : \| Date : \| Tirage : \| \| \| 24 avril 2023 \| 1 200 000 pièces \| |                  |
| Gravure sur la tranche : | Date : | Tirage :         |
|                          | 24 avril 2023 | 1 200 000 pièces |

| Malte                    | 550e anniversaire de la naissance de Nicolas Copernic, |               |
|                          | Le dessin représente un portrait de profil de Copernic ainsi qu'une représentation stylisée de l’univers héliocentrique tel qu'il le concevait. Dans la partie supérieure gauche figure l'inscription «NICOLAUS COPERNICUS 1473 – 1543», tandis que la partie inférieure gauche porte le nom du pays d’émission «MALTA», suivi de l'année d’émission «2023». |               |
| Graveur : Daniela Fusco  | \| Gravure sur la tranche : \| Date : \| Tirage : \| \| \| septembre 2023 \| 95 500 pièces \| |               |
| Gravure sur la tranche : | Date : | Tirage :      |
|                          | septembre 2023 | 95 500 pièces |

| Malte                    | Napoléon Bonaparte et l'occupation française de Malte, |               |
|                          | Le dessin représente une personnification de la République française telle qu’elle apparaissait dans les entêtes officiels de l’époque. À gauche figure l'inscription «225th ANNIVERSARY» (225e anniversaire) suivie, en arc de cercle du haut vers la droite, de l’inscription «ARRIVAL OF THE FRENCH IN MALTA» (arrivée des Français à Malte). En bas est inscrite l'année d’émission «2023». À gauche et à droite de l’illustration figurent respectivement les mots «Liberté» et «Égalité». Au-dessus et à gauche du mot «Égalité» se trouvent les dates «1798-2023». |               |
| Graveur :                | \| Gravure sur la tranche : \| Date : \| Tirage : \| \| \| septembre 2023 \| 80 500 pièces \| |               |
| Gravure sur la tranche : | Date : | Tirage :      |
|                          | septembre 2023 | 80 500 pièces |

| Monaco                   | 100e anniversaire de la naissance du prince Rainier III de Monaco |               |
|                          | Le dessin représente le portrait du Prince Rainier. À haut figure l'année et le nom du pays d’émission «MONACO 2023». En bas figure l’inscription «RAINIER III», suivie de la date «31 MAI 1923». |               |
| Graveur :                | \| Gravure sur la tranche : \| Date : \| Tirage : \| \| \| 1er juin 2023 \| 15 000 pièces \| |               |
| Gravure sur la tranche : | Date : | Tirage :      |
|                          | 1er juin 2023 | 15 000 pièces |

| Portugal                 | Les journées mondiales de la Jeunesse |                  |
|                          | Le dessin représente la Croix pèlerine ainsi qu’un groupe de silhouettes humaines de tailles et de textures différentes, disposées de façon à former un globe. En bas de la pièce, deux mains entourent l’ensemble dans un geste accueillant, symbolisant l’inclusion et l’universalité qu’incarne ce rassemblement. La bordure supérieure de la pièce porte les inscriptions «JORNADA MUNDIAL DA JUVENTUDE» («Journées mondiales de la jeunesse» en portugais) et «LISBOA 2023», tandis que la bordure inférieure porte les armoiries du Portugal, l’inscription «PORTUGAL», la marque d’atelier «CASA DA MOEDA» (nom de l’hôtel des monnaies portugais) et le nom du dessinateur «JOÃO DUARTE». |                  |
| Graveur : João Duarte    | \| Gravure sur la tranche : \| Date : \| Tirage : \| \| \| juillet 2023 \| 1 000 000 pièces \| |                  |
| Gravure sur la tranche : | Date : | Tirage :         |
|                          | juillet 2023 | 1 000 000 pièces |

| Portugal                   | La Paix entre les Nations |                  |
|                            | Le dessin est composé du mot «PAZ» (PAIX), traduit dans les seize langues officielles parlées en janvier 2023 dans les vingt pays de la zone euro et disposé en rayons. En haut de la pièce figure l’inscription «PORTUGAL», suivie de l’année d’émission «2023» |                  |
| Graveur : José S. Teixeira | \| Gravure sur la tranche : \| Date : \| Tirage : \| \| \| novembre 2023 \| 1 015 000 pièces \| |                  |
| Gravure sur la tranche :   | Date : | Tirage :         |
|                            | novembre 2023 | 1 015 000 pièces |

| Saint-Marin                   | 500e anniversaire de la mort du peintre Le Pérugin |               |
|                               | En son centre, le dessin représente la Vierge Marie avec l'Enfant Jésus, détail de l'œuvre du Pérugin intitulée La Vierge à l'Enfant entre les saints Jean-Baptiste et Sébastien, conservée à la galerie des Offices à Florence. À gauche figurent l'inscription «PERUGINO», les dates «1523» et «2023», ainsi que la marque d'atelier «R». |               |
| Graveur : Maria Angela Cassol | \| Gravure sur la tranche : \| Date : \| Tirage : \| \| \| 27 avril 2023 \| 56 000 pièces \| |               |
| Gravure sur la tranche :      | Date : | Tirage :      |
|                               | 27 avril 2023 | 56 000 pièces |

| Saint-Marin               | 500e anniversaire de la mort du peintre Luca Signorelli |               |
|                           | En son centre, le dessin représente un ange, détail de l'œuvre de Luca Signorelli Il Paradiso, conservée dans la chapelle San Brizio de la cathédrale d'Orvieto. À gauche figure la lettre «R», qui désigne la Monnaie de Rome. En bas à gauche, en arc de cercle, est inscrit le nom «SIGNORELLI». |               |
| Graveur : Marta Bonifacio | \| Gravure sur la tranche : \| Date : \| Tirage : \| \| \| 2023 \| 56 000 pièces \| |               |
| Gravure sur la tranche :  | Date : | Tirage :      |
|                           | 2023 | 56 000 pièces |

| Slovaquie                | 100e anniversaire de la première transfusion sanguine en Slovaquie, |                  |
|                          | Le dessin représente une croix équilatérale, symbole internationalement reconnu d’aide médicale, d’espoir et d’humanité. Chacun de ses bras est marqué de l’un des quatre groupes sanguins: A, B, O et AB. Deux autres croix équilatérales sont incuses dans cette croix, l’une dans l’autre, et une goutte de sang apparaît au centre de cette image. Autour de la croix centrale sont représentés les parties inférieures de huit tubes à essai, régulièrement espacés, contenant chacun une goutte de sang stylisée incuse. Entre chaque paire de tubes figure une goutte de sang en relief. À droite du tube inférieur figurent les initiales stylisées «MP», pour Mária Poldaufová, dessinatrice de la face nationale de cette pièce; à gauche se trouve la marque d'atelier de la Monnaie de Kremnica (Mincovňa Kremnica), composée des initiales «MK» entre deux poinçons. Le bord de la partie interne de la pièce est couvert en grande partie par l’inscription «PRVÁ TRANSFÚZIA KRVI 1923 – 2023» (ces mots signifient en français «première transfusion sanguine»). Sur la partie inférieure du bord se trouve le nom du pays émetteur, «SLOVENSKO», avec un point de chaque côté le séparant de l’inscription. |                  |
| Graveur :                | \| Gravure sur la tranche : \| Date : \| Tirage : \| \| \| 2 mars 2023 \| 1 000 000 pièces \| |                  |
| Gravure sur la tranche : | Date : | Tirage :         |
|                          | 2 mars 2023 | 1 000 000 pièces |

| Slovaquie                | 200e anniversaire du service postal express Vienne - Bratislava, |                  |
|                          | La représentation symbolique du service de courrier express entre Vienne et Bratislava figure un véhicule hippomobile se déplaçant à grande vitesse, au centre duquel est inséré un rectangle contenant un cor de poste. Sous l’image est inscrite l’année marquant le début de l’exploitation du service de courrier express: «1823»; et sous cette date, sont inscrits, l’un au-dessus de l’autre, les noms des villes en slovaque: «VIEDEŇ» et «BRATISLAVA». Au |                  |
| Graveur :                | \| Gravure sur la tranche : \| Date : \| Tirage : \| \| \| octobre 2023 \| 1 000 000 pièces \| |                  |
| Gravure sur la tranche : | Date : | Tirage :         |
|                          | octobre 2023 | 1 000 000 pièces |

| Slovénie                 | 150e anniversaire de la naissance de Joseph Plemelj, |                  |
|                          | Le dessin montre des parties de l’équation que Joseph Plemelj a été le premier à résoudre au monde. Des cercles concentriques parsemés de chiffres et de symboles représentent la rotation des planètes et leur mouvement dans l’espace ainsi que la coexistence de différents éléments ne pouvant se dissoudre dans un tout. Ce dessin illustre ainsi les deux domaines dans lesquels Plemelj s’est distingué, à savoir les mathématiques et l’astronomie. L’inscription «Josip Plemelj 1873», le nom du pays émetteur «SLOVENIJA» et l’année d’émission «2023» sont intégrés dans le dessin. |                  |
| Graveur :                | \| Gravure sur la tranche : \| Date : \| Tirage : \| \| \| décembre 2023 \| 1 000 000 pièces \| |                  |
| Gravure sur la tranche : | Date : | Tirage :         |
|                          | décembre 2023 | 1 000 000 pièces |

| Vatican                   | 500e anniversaire de la mort du peintre Le Pérugin, |               |
|                           | Le dessin représente le portrait du Pérugin, ainsi qu’une partie de sa fresque Le Baptême du Christ, qui se trouve dans la chapelle Sixtine au Vatican. En haut à droite figure, en arc de cercle, la mention «CITTÀ DEL VATICANO». En bas figure l’inscription «PERUGINO», au-dessus des années «1523◦2023». |               |
| Graveur : Annalisa Masini | \| Gravure sur la tranche : \| Date : \| Tirage : \| \| \| juin 2023 \| 82 500 pièces \| |               |
| Gravure sur la tranche :  | Date : | Tirage :      |
|                           | juin 2023 | 82 500 pièces |

| Vatican                   | 150e anniversaire de la mort d'Alessandro Manzoni, |               |
|                           | Le dessin représente le portrait d’Alessandro Manzoni, une plume et le début de son chef-d’œuvre, I promessi sposi. En haut, de gauche à droite, figure en demi-cercle la mention «CITTÀ DEL VATICANO». En bas figure l’inscription «Alessandro Manzoni», au-dessus des années «1873◦2023». |               |
| Graveur : Marta Bonifacio | \| Gravure sur la tranche : \| Date : \| Tirage : \| \| \| mai 2023 \| 82 500 pièces \| |               |
| Gravure sur la tranche :  | Date : | Tirage :      |
|                           | mai 2023 | 82 500 pièces |